# Ksenija Bajlo
Ksenija Olehivna Bajlo (ukrainska:  Ксенія Олегівна Байло), född 25 februari 2005 i Mykolajiv, är en ukrainsk simhoppare.

## Karriär
I maj 2021 vid EM i Budapest tog Bajlo guld tillsammans med Oleksij Sereda i den mixade klassen i synkroniserade hopp från 10 meter. Hon tog även brons tillsammans med Sofija Lyskun i synkroniserade hopp från 10 meter.
I augusti 2022 vid EM i Rom tog Bajlo silver tillsammans med Sofija Lyskun i synkroniserade hopp från 10 meter. Hon tog även silver i lagtävlingen tillsammans med Kirill Boljuch, Viktorija Kesar och Danylo Konovalov.
Vid EM 2024 i Belgrad tog Bajlo guld tillsammans med Sofija Lyskun i parhopp från 10 meters plattformen och brons i den mixade tävlingen i samma gren tillsammans med Marko Barsukov.